# Big Science
Big Science è il primo album inciso da Laurie Anderson. È stato pubblicato nel 1982 dall'etichetta discografica Warner.

## Composizione
Big Science è una rielaborazione di alcuni brani estratti da United States Live, quadruplo album che documenta lo show omonimo, la cui durata era di circa sei ore.
L'album presenta un sound fortemente sperimentale, ipnotico e onirico, dove figurano voci filtrate oltre a tastiere, percussioni e sassofono. Nell'album fanno la loro comparsa gli strumenti e gli effetti sonori messi a punto dalla stessa Anderson, tra cui il tape bow violin, ossia un violino su cui è montata una testina di magnetofono, suonato con un archetto che come corda ha un pezzo di nastro magnetico inciso.
Il brano più famoso del disco è O Superman (for Massenet), giunto al secondo posto delle classifiche britanniche. La traccia verrà utilizzata verso la fine degli anni ottanta dal Ministero della sanità italiano come colonna sonora di una serie di spot pubblicitari per la prevenzione dell'AIDS.

## Accoglienza
Oltre a riscontrare un successo in termini di vendite (si piazzò nelle top 10 delle classifiche britanniche e neozelandesi), Big Science è stato accolto positivamente dalla critica ed è considerato il migliore capitolo della discografia dell'artista. Secondo quanto riporta un libro del 2002 di Federico Guglielmi e Eddy Cilìa sui cinquecento dischi "fondamentali" della musica rock, «dal futuro sembra ancora giungere, a quasi vent'anni dall'uscita, quest'album.» Sebbene lo consideri non del tutto riuscito, AllMusic ritiene che si potrebbe trattare del miglior album di art rock del decennio.

## Tracce
LP (Warner K 57 002)
Testi e musiche di Laurie Anderson.
1. From the Air – 4:29
2. Big Science – 6:14
3. Sweaters – 2:18
4. Walking & Falling – 2:10
5. Born, Never Asked – 4:56
6. O Superman (for Massenet) – 8:21
7. Example #22 – 2:59
8. Let X = X – 3:51
9. It Tango – 3:01

## Classifiche
| Classifica (1982) | Posizione massima |
| ----------------- | ----------------- |
| Regno Unito       | 6                 |
| Nuova Zelanda     | 8                 |
| Stati Uniti       | 124               |